# Flora Kerimova
Flora Kerimova (Aserbaidschanische Schreibweise Flora Ələkbər qızı Kərimova; * 23. Juli 1941 in Baku, Aserbaidschanische SSR) ist eine aserbaidschanische Sängerin und Volkskünstlerin.

## Leben
Flora Kerimova wurde am 23. Juli 1941 in Baku geboren. 1965 begann sie das Studium als Medizinerin an der Nəriman-Nərimanov-Universität, wo sie bis zum Jahr 1971 studierte. Danach absolvierte sie Gesangsunterricht an einem Konservatorium von 1972 bis 1977. Mitte 1960 begann sie ihre Bühnenkarriere. Ihre besonderen Merkmale bestanden darin, sowohl lyrische als auch rhythmische Kompositionen vorzuführen. Am liebsten arbeitete sie zusammen mit dem Komponisten Emin Sabitobly, dessen Lieder sie sehr gerne interpretierte. Innerhalb von zehn Jahren wurde Kerimova eine der erfolgreichsten Sängerinnen des Landes. Sie nahm insgesamt 20 Soloalben auf und spielte in zahlreichen Filmen mit. 1992 wurde sie zur Nationalkünstlerin Aserbaidschans.

## Diskografie

### Alben
- 2005: Aldatma Məni

### Andere Veröffentlichungen
- 2005: Azeri Klassik Estradamız - Flora Kərimova - "Bu Qatarın Dalınca Baxma"

## Filmografie
- 1968: Qanun Naminə
- 1970: O Qızı Tapın
- 1971: Gün Keçdi
- 1971: Konsert Proqramı (I)
- 1972: Həyat Bizi Sınayır
- 1974: Qız, Oğlan və Şir
- 1974: Payız Melodiyaları
- 1974: Şahzadə-Qara Qızıl
- 1975: Alma Almaya Bənzər
- 1977: Toplan və Kölgəsi
- 1978: Sonrakı Peşmançılıq
- 1978: Qayınana
- 1979: Yollar Görüşəndə...
- 1980: Onun Bəlalı Sevgisi
- 1981: Nəğməkar Torpaq
- 1982: Əzablı Yollar
- 1982: Evləri Köndələn Yar
- 1983: Bağışla
- 1985: Humayın Yuxusu
- 1985: Səndən Xəbərsiz
- 1986: Xüsusi Vəziyyət
- 1995: Göylər Sonsuz Bir Dənizdir. II Film. Züleyxa
- 1995: Ağ Atlı Oğlan[1]